# Calumma nasutum
Espèce
Synonymes
- Camaeleon nasutus Duméril & Bibron, 1836
- Chamaeleo radamanus Mertens, 1933

Statut de conservation UICN

 LC  : Préoccupation mineure
Statut CITES
Calumma nasutum est un groupe de sauriens de la famille des Chamaeleonidae. Ce complexe  comporterait 16 espèces, selon la dernière étude publiée en février 2020.

## Répartition
Toutes les différentes espèces de Calumma nasutum sont endémique de Madagascar. Elle se rencontre dans le Nord et dans l'est de l'île y compris les îles de Nosy Be et de Nosy Komba.

## Description

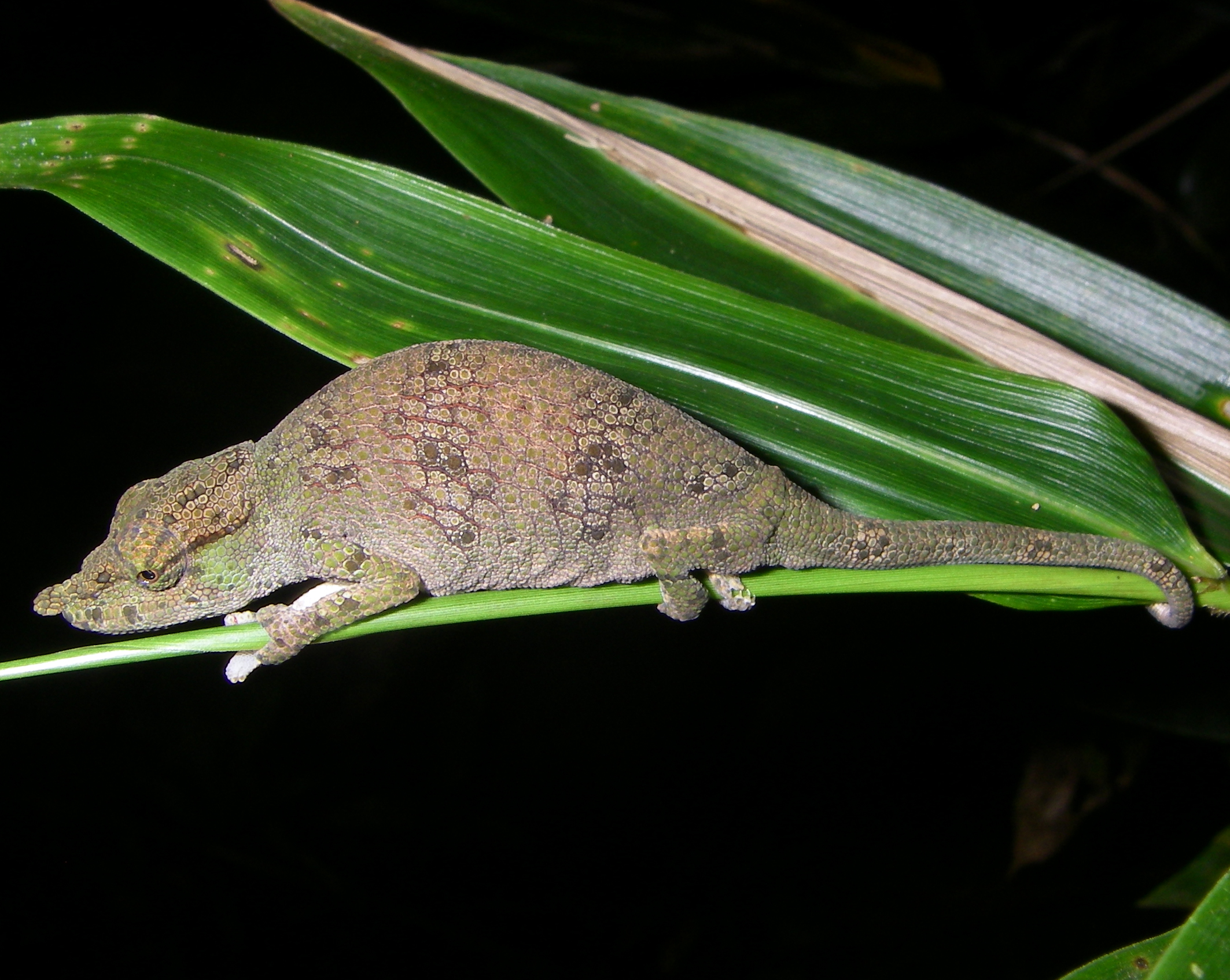
Calumma nasutum

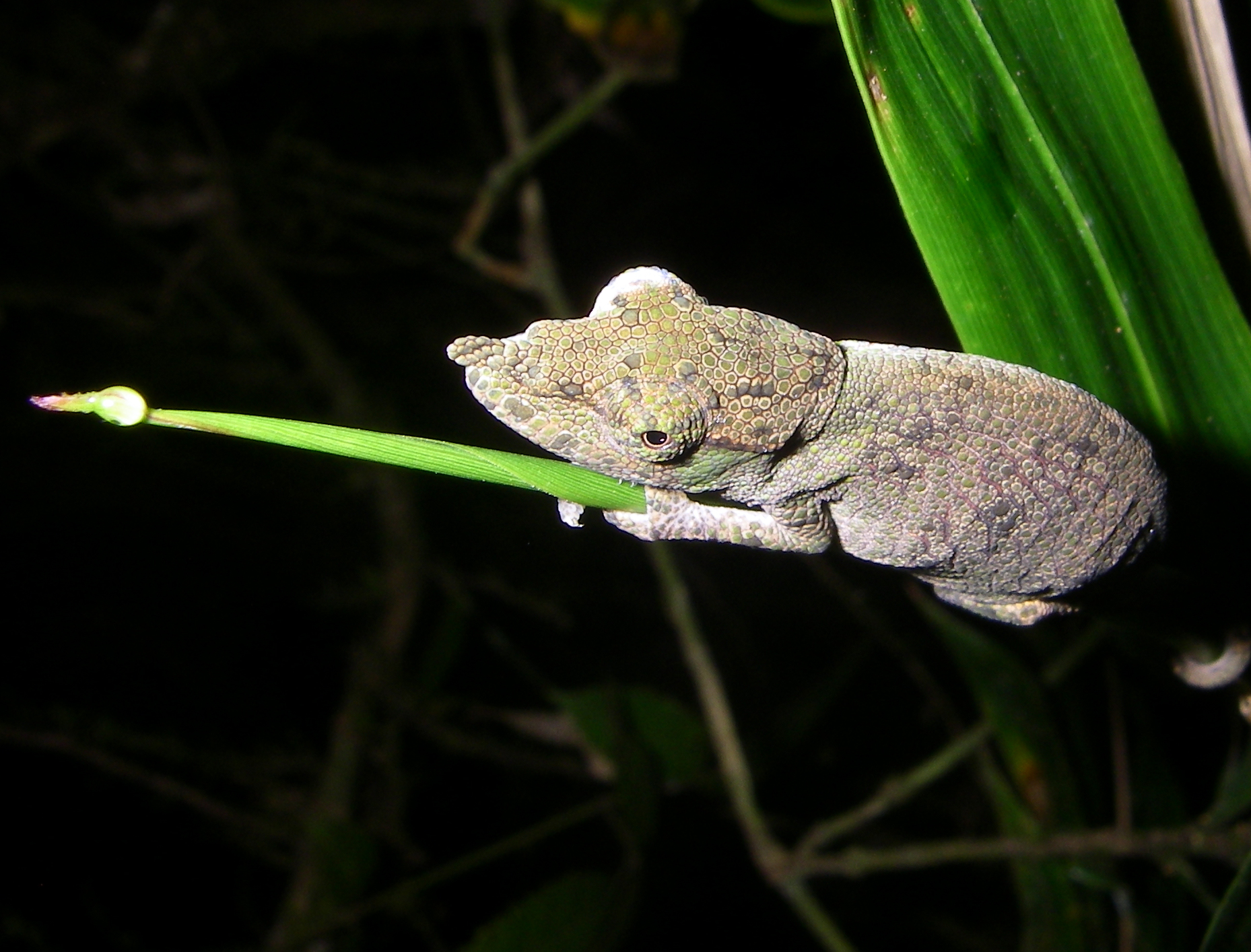
Calumma nasutum

Calumma nasutum mesure jusqu'à 150 mm dont environ 100 mm pour la queue. Son dos est gris, beige ou brun uniforme avec parfois une ligne longitudinale blanche ou grise. Ses membres présentent assez rarement des motifs de couleur jaune et bleu turquoise.

## Taxinomie
L'espèce Calumma Radamanus, proposée en 1933, puis rejetée en 1942, est finalement considérée comme valide (par Prötzel et al., 2020 ). En 2020, trois nouvelles espèces sont distinguées au sein de ce complexe d'espèce[Lequel ?] :
- Calumma emelinae : côte Est de Madagascar
- Calumma tjiasmantoi : sud-Est,
- Calumma ratnasariae : nord de l’île

Le nombre d'espèce du groupe[Lequel ?] est donc de 16 au total :
- Calumma nasutum
- Calluma radamanus
- Calluma boettgeri
- Calluma fallax
- Calluma gallus
- Calluma gehringi
- Calluma guibei
- Calluma juliae
- Calluma lefona
- Calluma linotum
- Calluma roaloko
- Calluma uetzi
- Calluma vohibola

## Publication originale
- Duméril & Bibron, 1836 : Erpetologie Générale ou Histoire Naturelle Complete des Reptiles. Librairie Encyclopédique Roret, Paris, vol. 3, p. 1-517 (texte intégral).